# East Greenbush
|  | Dieser Artikel wurde aufgrund von inhaltlichen Mängeln auf der Qualitätssicherungsseite des Projektes USA eingetragen. Hilf mit, die Qualität dieses Artikels auf ein akzeptables Niveau zu bringen, und beteilige dich an der Diskussion! Eine nähere Beschreibung der zu behebenden Mängel fehlt. |

East Greenbush ist eine Stadt (Town) im Rensselaer County im US-Bundesstaat New York. Im Westen trennt lediglich der Hudson River den Ort von Albany. Das U.S. Census Bureau hat bei der Volkszählung 2020 eine Einwohnerzahl von 16.748 ermittelt.

## Geschichte
Die Stadt wurde 1855 unter dem Namen Greenbush gegründet und führt seit 1858 ihren heutigen Namen. Ein Hamlet existierte bereits seit 1630, eine Kirche seit 1787, ein Postamt seit 1845.

## Persönlichkeiten
- Edmond-Charles Genêt (* 1763 † 1834 in East Greenbush), Fr. Diplomat
- Solomon Van Rensselaer (* 1774 † 23. April 1852), US-amerikanischer Politiker
- Wavy Gravy (* 1936), Künstler
- Matt Lashoff (* 1986), Eishockeyspieler